# 庫特 (斯特雷區)
49°19′40″N 23°59′54″E / 49.32778°N 23.99833°E
庫特（烏克蘭語：Кути），是烏克蘭的村庄，位於該國西部利沃夫州，由斯特雷區斯特雷市鎮負責管轄，始建於1495年，面積7.54平方公里，海拔高度266米，2001年人口185，人口密度每平方公里24.54人。